# Muzyka elektroniczna
Muzyka elektroniczna – muzyka tworzona głównie lub wyłącznie za pomocą elektrofonów (elektromechanicznych i elektronicznych instrumentów muzycznych) oraz urządzeń elektronicznych przetwarzających dźwięki pozamuzyczne lub generowane przez tradycyjne instrumenty akustyczne . Zaniechana nazwa to muzyka elektronowa .
Pierwszy raz termin „muzyka elektroniczna” pojawił się w 1951 w znaczeniu programowym w deklaracji grupy muzyków skupionych wokół kolońskiego studio WDR jako Elektronische Musik .

## Historia muzyki elektronicznej

### Początki

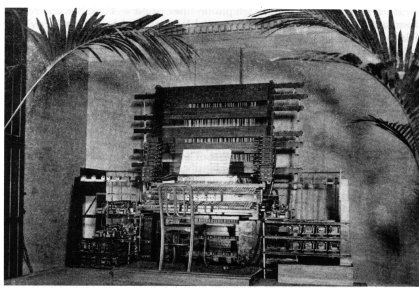
Telharmonium Thaddeusa Cahilla, 1897

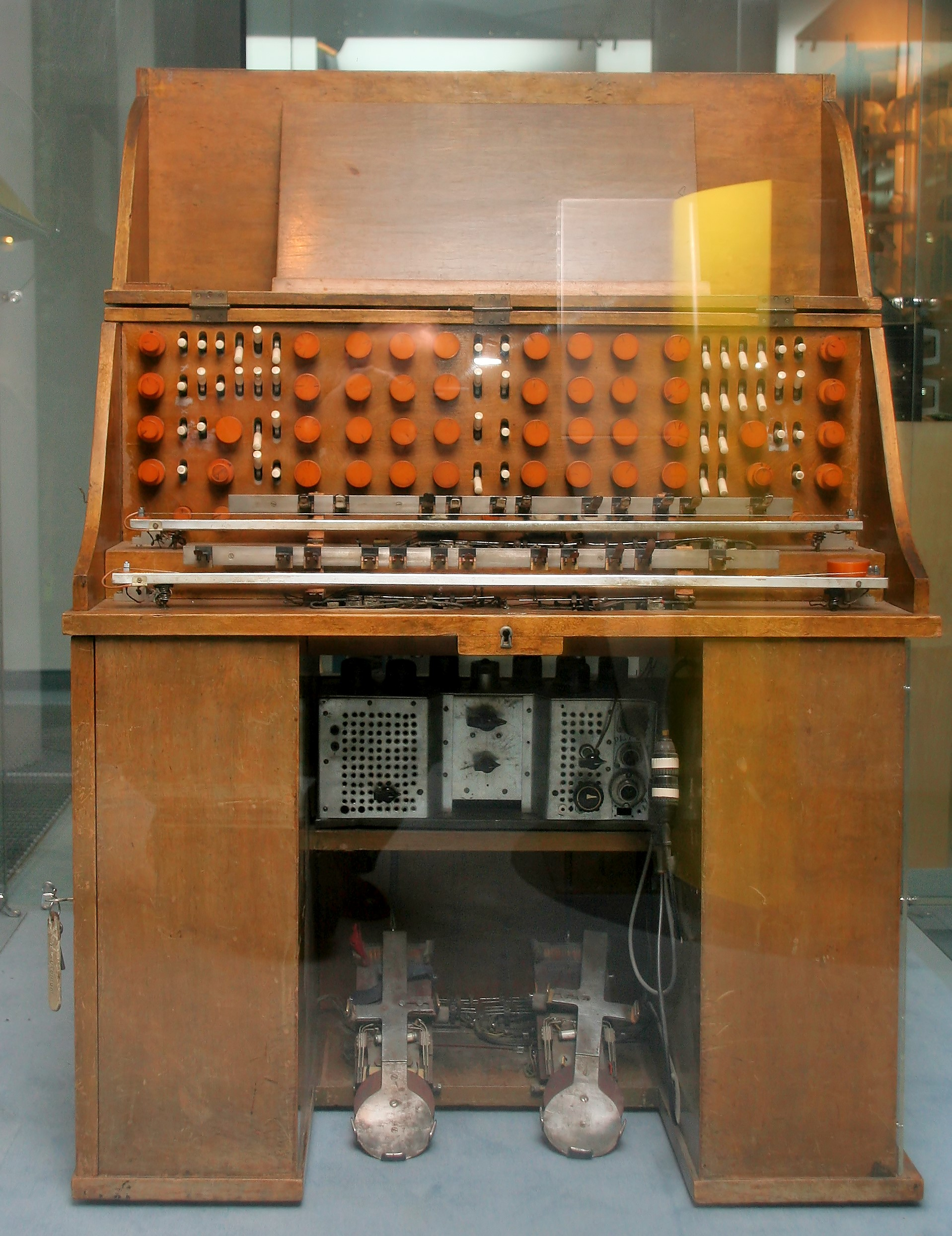
Trautonium, 1928

Muzyka elektroniczna jest kontynuacją muzyki mechanicznej. Odziedziczyła po niej pragnienie znalezienia nie tylko samogrających, lecz także samokomponujących instrumentów. Pierwszy elektroniczny instrument, muzyczny telegraf, wynalazł Elisha Gray w 1876 roku. Kolejne dziesięciolecia przyniosły więcej podobnych wynalazków w tej dziedzinie. Początkowo traktowane były one jako kuriozum i nie przywiązywano do nich większej wagi.
W 1907 Ferruccio Busoni opublikował esej „Szkic nowej estetyki w muzyce”, w którym przewidział rozwój elektronicznych instrumentów muzycznych i ich wpływ na powstanie nowych kierunków w muzyce współczesnej. Dołożono do tego nową ideologię awangardy muzycznej, najlepiej wyrażoną w pochodzącym z 1912 manifeście Musica Futurista napisanym przez włoskiego poetę futurystę Filippo Marinettiego, który mówi: „Celem jest stworzenie muzycznej duszy mas pracujących, wielkich fabryk, kolei żelaznej, transatlantyckich liniowców, samochodów i samolotów, by połączyć wielkie tematy muzyczne z królestwem maszyn i zwycięskiej elektryczności”. Muzyka elektroniczna od początku wpisała się w najbardziej awangardowe kierunki sztuki XX wieku.
Pierwszy koncert „muzyki futurystycznej” („Art of Noises”) odbył się w 1914 roku w Mediolanie. 12 czerwca 1926 odbyła się przez WRNY w Nowym Jorku radiowa transmisja pierwszego polifonicznego instrumentu elektronicznego Pianorad. Utwory z repertuaru klasycznego grał Ralph Christman.
W Paryżu w 1928 miała miejsce prezentacja instrumentu elektronicznego zwanego dynaphone. W czasie koncertu zagrano dwa utwory specjalnie skomponowane na ten instrument: Variations Caractéristiques na sześć dynaphonów Ernesta Fromaigeata oraz Roses de Métal (balet) Arthura Honeggera.
W 1929 powstało pierwsze studio do nagrań muzyki elektronicznej Studiogesellschaft für Elektroakustische Musik w Darmstadcie w Niemczech, wykorzystujące instrumenty skonstruowane przez Jörga Magera, między innymi elektrophon.
W 1932 w czasie Wystawy Radiowej w Berlinie występowała Orkiestra Elektroniczna instytutu Heinricha Hertza, dająca średnio dziesięć koncertów dziennie. Każdy występ poprzedzony był prelekcją prof. Gustava Leithäusera.
W skład orkiestry wchodziły:
- 2 thereminy
- 1 trautonium
- 1 hellertion
- 1 fortepian elektryczny
- 1 pianino elektroniczne
- 1 skrzypce elektryczne
- 1 wiolonczela elektryczna

W roku 1939 John Cage stworzył Imaginary Landscape #1, uznawaną za pierwszą kompozycję, w której wykorzystane zostały nagrane uprzednio dźwięki niemuzyczne (odtwarzane z dwóch gramofonów).

### Lata 40.–60.
W latach czterdziestych nastąpił dalszy rozwój muzyki elektronicznej. Były to próby zastosowania nowoczesnych technik nagraniowych w celu uzyskania nowej formy muzycznej używającej przetworzonych dźwięków instrumentów muzycznych lub dźwięków pozamuzycznych. Ten kierunek dał początek muzyce konkretnej. Pionierem nowego kierunku był Pierre Schaeffer. Innym kierunkiem była właściwa muzyka elektroniczna, której twórcy skupili się na studyjnym generowaniu dźwięków elektronicznych, przetwarzaniu ich i układaniu z nich kompozycji. Pierwszą rozwiniętą kompozycją tego stylu muzyki elektronicznej były nagrane przez Karlheinza Stockhausena (wcześniej związanego z ruchem muzyki konkretnej) w latach 1953–1954 Studie I oraz Studie II.
W 1950 syntezator RCA MkII został przekazany do Princeton Electronic Music Centre i był używany przez muzyków skupionych wokół tego ośrodka (Otto Luening, Vladimir Ussachevsky, Milton Babbitt i inni) do tworzenia awangardowych kompozycji elektronicznych.
W roku 1951 powstało przy RTF studio muzyki konkretnej. W roku 1951 w Kolonii powstało z inicjatywy Wernera Meyera-Epplera studio muzyki elektronicznej , zaś w 1955 w Mediolanie analogiczne studio otworzyli Luciano Berio i Bruno Maderna. W 1957 zostało utworzone studio muzyki elektronicznej przy Polskim Radiu w Warszawie, z inicjatywy Józefa Patkowskiego .

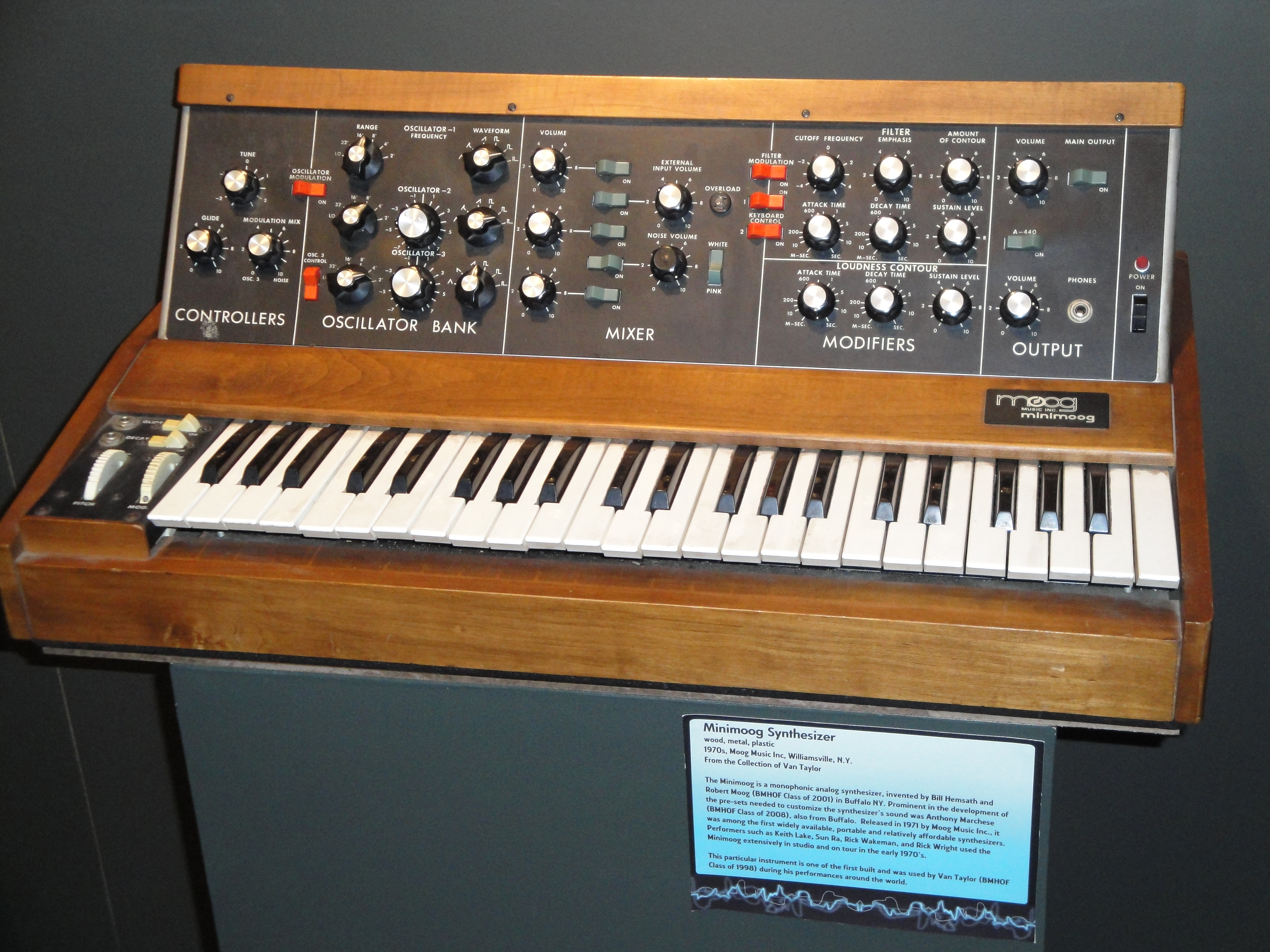
Minimoog, pierwszy popularny przenośny syntezator

W latach 1959–1969 dla muzyków niemieckich (Mauricio Kagel, Bengt Hambraeus, Milko Kelemen, Josef Riedl) dostępne było studio muzyki elektronicznej Siemensa, pierwotnie stworzone do tworzenia muzyki użytkowej.
Wraz z rozwojem technologii komputerowych zaczęto rozwijać algorytmy pozwalające na komputerowe komponowanie muzyki.
Najwybitniejszymi twórcami muzyki elektronicznej od jej początków do lat sześćdziesiątych byli: Edgar Varèse, Maurice Jarre, Karlheinz Stockhausen, Robert Beyer, Louis Barron, Otto Luening, Vladimir Ussachevsky, Lejaren Hiller, John Cage, Luigi Nono i inni.
Wybitnym twórcą muzyki elektronicznej był francuski kompozytor Olivier Messiaen, który wykorzystywał też instrumenty akustyczne, używane przez klasyczny skład orkiestry. Jego utwory wykorzystujące fale Martenota (np. symfonia Turangalila) współtworzyły rozwijaną przez Messiaena estetykę syntezy sztuk.
W 1964 stał się dostępny pierwszy syntezator Mooga. W 1966 zespół Moog Quartet odbył światowe tournée promujące muzykę elektroniczną. Do najwybitniejszych twórców tego okresu należą Wendy (Walter) Carlos, Steve Reich, Herbert Brün, Leon Kirchner.
W roku 1970 na rynku pojawia się Minimoog, pierwszy przenośny i w miarę dostępny cenowo syntezator.

### Lata 70.
Z początkiem lat 70. muzyka elektroniczna zaczyna wchodzić do kultury masowej. Nagrana w 1972 przez Hot Butter wersja utworu „Popcorn” staje się pierwszym singlowym hitem w historii muzyki elektronicznej. W 1974 zespół Tangerine Dream wydaje album Phaedra, pierwszy z gatunku muzyki elektronicznej znany szerszej publiczności na tyle, by trafić na listy przebojów. W 1976 ukazuje się album Oxygene Jeana-Michela Jarre’a. Inne albumy z tego okresu, które osiągnęły sukces medialny, to Autobahn (1974) i Die Mensch-Maschine (1978) zespołu Kraftwerk. 
W połowie lat 70. krystalizują się pierwsze stricte elektroniczne nurty muzyczne, początkowo w muzyce awangardowej. W latach 1975–1978 Brian Eno swoją działalnością i nagraniami definiuje i promuje pojęcie ambient na określenie muzyki mającej imitować bądź zastępować naturalne odgłosy otoczenia. W tym samym okresie grupa angielskich wykonawców (Genesis P-Orridge, zespoły Throbbing Gristle, Cabaret Voltaire) zaczyna używać syntezatorów i sampli do tworzenia agresywnych, prowokacyjnych kolaży dźwiękowych, tworząc nurt industrial.
W tym samym czasie techniki tradycyjnie elektroniczne zostają zaadaptowane w undergroundowej muzyce tanecznej; rodzi się tradycja samplingu jako wykorzystywania w swojej muzyce nagranych i wydanych wcześniej przez innych wykonawców partii instrumentów. W nurcie dub, rozwijającym się na Jamajce, producenci dźwięku przetwarzają całe utwory, eksponując sekcję rytmiczną i poddając całość silnej obróbce efektami dźwiękowymi. Rodzący się w USA hip-hop wykorzystuje do tworzenia warstwy rytmicznej sklejone razem bądź zapętlone krótkie partie perkusji wycięte z utworów funk i disco. Powstaje też turntablizm, będący sztuką przetwarzania wcześniej nagranych dźwięków na żywo za pomocą gramofonu.
Pod koniec lat 70. w ramach rockowego nurtu New Wave zaczynają powstawać pierwsze nagrywane elektronicznie albumy muzyki popularnej. Do najważniejszych twórców tego nurtu należą DEVO, Ultravox, Gary Numan, Japan, Yellow Magic Orchestra, a także dawni eksperymentatorzy z zespołu Kraftwerk. Możliwości instrumentów elektronicznych zaczynają także odkrywać twórcy muzyki disco. Najwyżej z nich ceniony jest Giorgio Moroder, którego kompozycja I Feel Love, wykonywana przez Donnę Summer, jest często uważana za pierwsze w historii nagranie techno.

### Lata 80.
Na przełomie lat 70. i 80. nastąpił gwałtowny rozwój technologiczny w dziedzinie instrumentów elektronicznych. Pojawiają się pierwsze masowo produkowane sekwencery, a później programowalne automaty perkusyjne. W roku 1983 wprowadzony zostaje standard MIDI.
Rozwój mikrokomputerów na początku lat 80. umożliwia wykorzystanie ich jako programowalnych syntezatorów i sekwencerów.
Z nadejściem lat 80. brzmienia elektroniczne na stałe zadomawiają się w muzyce popularnej. Przedstawiciele gatunków takich jak electropop, new romantic, synth pop i italo disco osiągają szczyty list przebojów, a tworzona przez nich muzyka stanie się później symbolem tej dekady. Muzyka elektroniczna w tejże dekadzie również była komponowana przez bardziej niszowe zespoły osiadłe głównie na stylistykach EBM, industrial i new wave.
Lata 80. to także okres rozpoczęcia działalności wielu polskich muzyków elektronicznych, takich jak: Marek Biliński, Władysław Komendarek, Konrad Kucz, Artur Lasoń i Sławomir Łosowski. W tym okresie swoją twórczość w nurcie muzyki elektronicznej prezentowali również artyści z uznanym już dorobkiem, m.in.: Czesław Niemen i Józef Skrzek.
Rozwój techno w Detroit i house w Chicago, a następnie pochodnej muzyki w Europie określanej jako elektroniczna muzyka taneczna, którą zaczęto masowo grywać w klubach muzycznych, spowodował znaczący wzrost popularności muzyki elektronicznej.

### Lata 90.

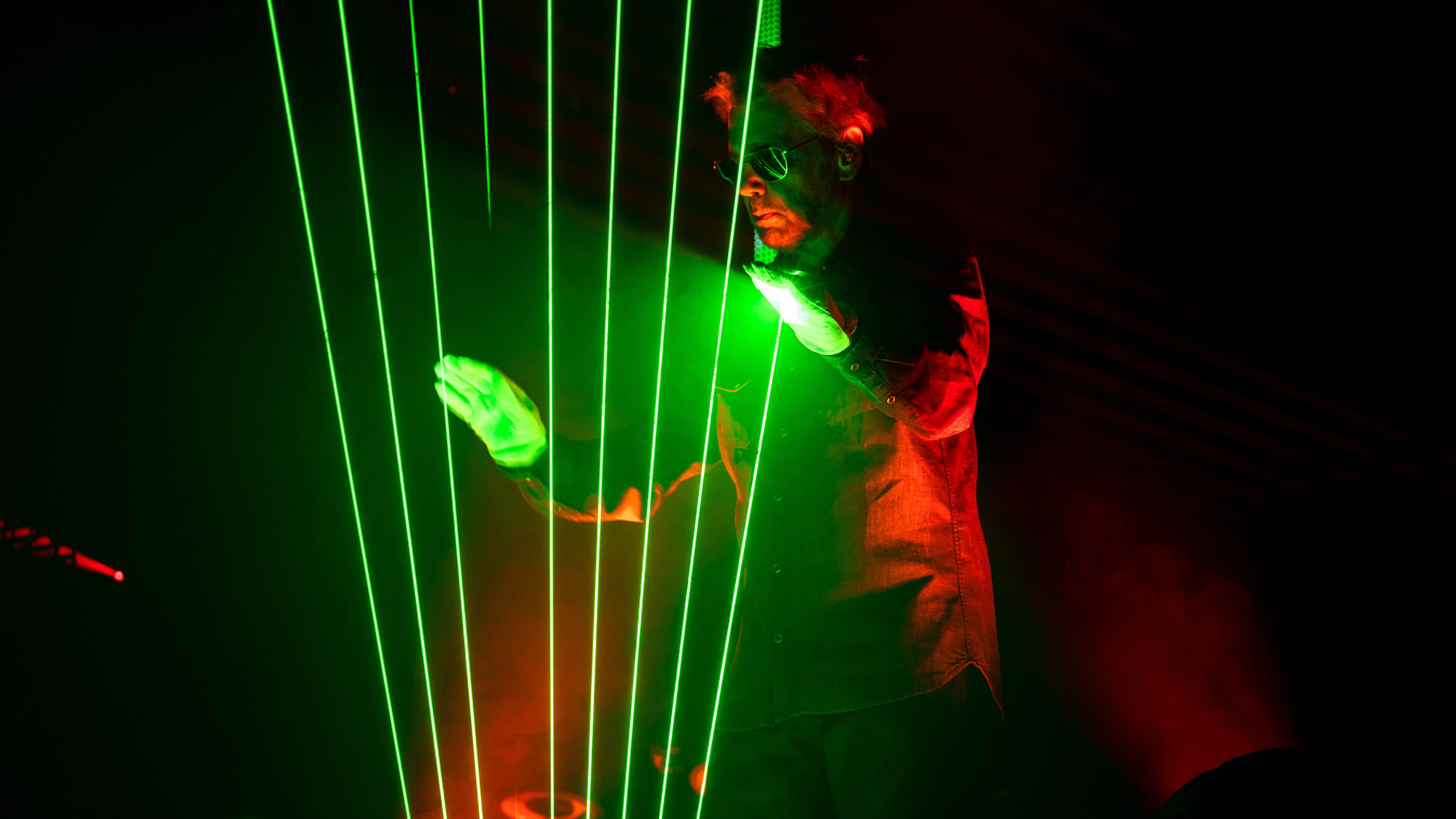
Jean-Michel Jarre

Gwałtowny rozwój elektronicznej muzyki tanecznej na przełomie lat 80. i 90. czyni ją głównym nurtem muzyki elektronicznej. Z początkiem lat 90. czysto elektroniczna muzyka taneczna, zwłaszcza w Europie i Japonii, staje się częścią mainstreamowej sceny muzycznej. Wiele z bardziej tradycyjnych odłamów muzyki elektronicznej (ambient, dub) zostaje wchłoniętych w obręb tego nurtu.
Lata 90. XX wieku to także okres, w którym większą popularność zdobywają wszelkiego rodzaju fuzje klasycznych gatunków muzyki rozrywkowej z muzyką elektroniczną. Wyłaniają się m.in. nu jazz czy industrial metal, a muzyka wielu innych artystów inkorporuje elementy dotąd spotykane jedynie w klasycznej muzyce elektronicznej.
Lata 90. to także okres najaktywniejszej działalności polskich firm wydawniczych (głównie Digiton oraz X-Serwis) na polu muzyki elektronicznej; w tym właśnie okresie pojawiły się największa liczba wydawnictw oficjalnych oraz kolejne pokolenie artystów, takich jak: Bookovsky, Cargo, Daniel Bloom, Dariusz Kaliński, Deliver, Ireneusz Dreger, Kerygma, Michel Delvig, EQ, Piotr Grinholc, Robert Kanaan, Sample Edit, Thomas Gruberski, Tomasz Kubiak, Tomasz Ostrowski, Andrzej Lewandowski i inni.